# Sönke Hansen
Sönke Hansen (* vor 1988 in Rendsburg) ist ein deutscher Kameramann. Er lebt in Berlin.
Hansen wurde bei Markenfilm in Wedel zum Kameraassistenten ausgebildet. Danach folgte ein Kamera-Studium an der HFF Potsdam. Als selbständiger Kameramann ist er seit Mitte der 1990er Jahre aktiv.
Bei großen internationalen Produktionen war er auch als Kameraoperateur oder Second-Unit-Kameramann beteiligt. So wirkte er in der Second Unit bei Operation Walküre – Das Stauffenberg-Attentat (2008), Cloud Atlas (2012) und Die Tribute von Panem – Mockingjay (2014) mit.

## Filmografie (Auswahl)
- 1998: Angel Express
- 2001: Die grüne Wolke
- 2005: Slipstream – Im Schatten der Zeit (Slipstream)
- 2010: Die Akte Golgatha
- 2016: Hilfe, wir sind offline!
- 2016: Rockabilly Requiem
- 2017: Ich will (k)ein Kind von Dir (Fernsehfilm)
- 2020: Zum Glück gibt’s Schreiner (Fernsehfilm)